# Meg (chitarrista)
Meg (reso graficamente come MEG; Okinawa, 15 novembre 1984) è un chitarrista giapponese, noto soprattutto per essere stato cofondatore degli HIGH and MIGHTY COLOR.

## Biografia
MEG fondò gli Anti-Nobunaga nel 2001 (nel 2004 cambiarono nome in HIGH and MIGHTY COLOR) con l'amico Sassy, con cui esordì nel 2005 con l'album G∞VER. Nonostante nella band suonasse la chitarra ritmica (e occasionalmente quella solista), MEG sa suonare anche le tastiere, come si può ben ascoltare in Swamp Man, ultimo album della band. Nel 2010 gli HaMC si sciolsero, e Meg proseguì la sua carriera entrando nei 2side1BRAIN, band post-hardcore dal sound molto differente rispetto alla sua precedente band. Con loro ha pubblicato due album e cinque singoli.

## Discografia

### HIGH and MIGHTY COLOR
- 2005 – G∞VER
- 2006 – Gō on Progressive
- 2007 – San
- 2008 – ROCK PIT
- 2009 – swamp man

### 2side1BRAIN
Album
- 2010 – Wake Up My Emerald
- 2012 – Blood eyes Red

EP
- 2010 – Pray for you

### Altre apparizioni
- AA.VV. – BleCon 〜Bleach Concept Covers〜 (2010)
- AA.VV. – BleCon 〜Bleach Concept Covers〜 2 (2011)